# Ordre de la Grande Gidouille
Pour les articles homonymes, voir OGG.

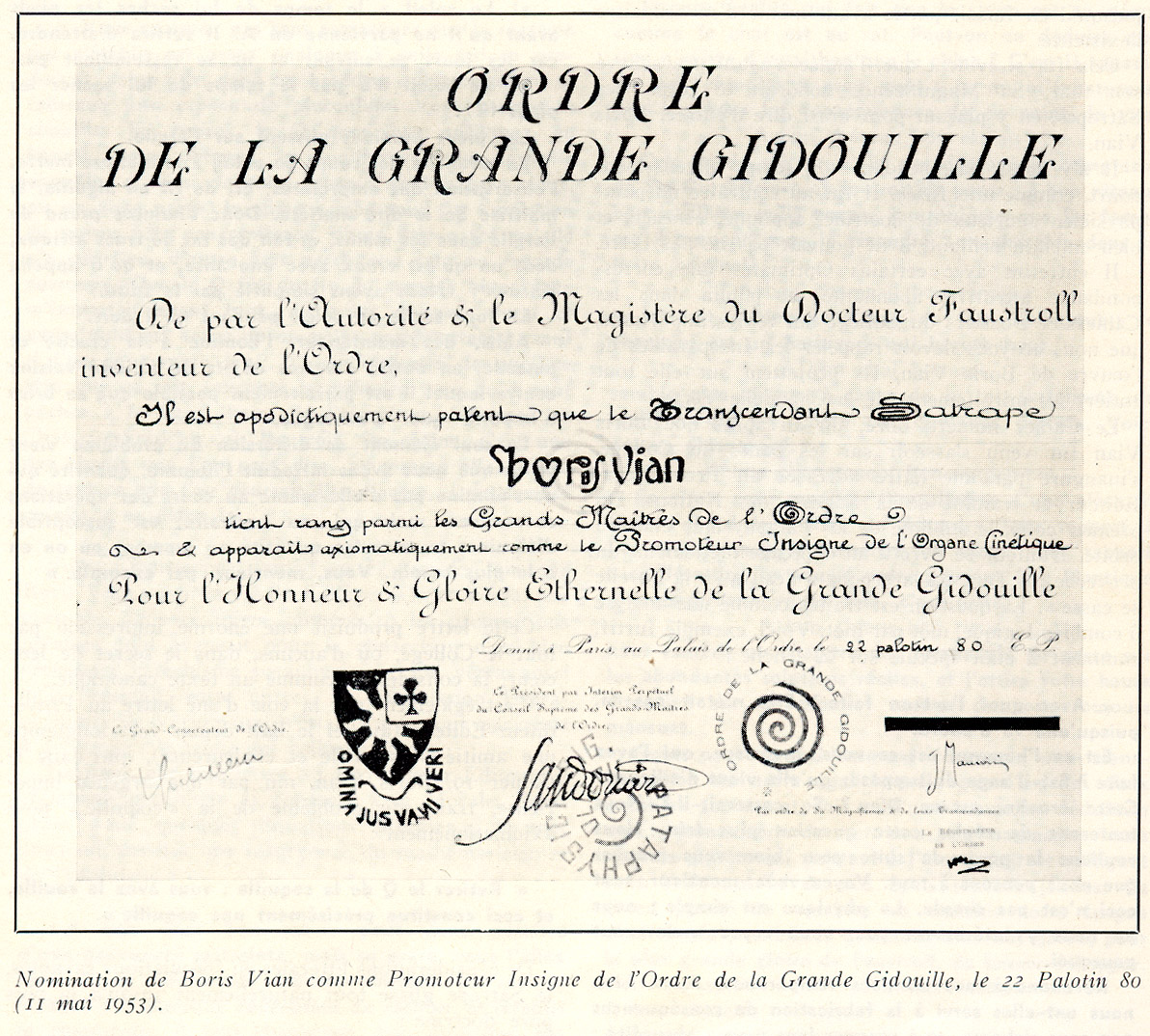
Une reproduction du Diplôme de l'Ordre de la Grande Gidouille de Boris Vian, le 22 Palotin 80. Document tiré de la revue trimestrielle Bizarre, J. J. Pauvert, numéro spécial B. Vian de février 1966.

L’Ordre de la Grande Gidouille (OGG) est une institution du Collège de ’Pataphysique.
Dès 1948, le Collège de ’Pataphysique restitue « en son lustre extrême », l'ordre promulgué par Alfred Jarry dans son Almanach du Père Ubu illustré (janvier, février, mars 1899). Les principaux dignitaires du Collège de ’Pataphysique sont tous membres de l’OGG, mais l'ordre peut aussi distinguer quelqu'un en dehors du Collège, pour récompenser son mérite pataphysique ou son action ponctuelle et particulièrement remarquable. Boris Vian par exemple était grand maître (GMOGG) et « promoteur insigne » au Collège, mais Henri Salvador sans être membre du Collège était commandeur de l'Ordre. Cette décoration est la plus prestigieuse décoration concernant la Pataphysique.
Extraits de l’article 10 :
- Selon les prescriptions de ces Statuts, l’Ordre reste fidèle au principe de la pluralité des grands maîtres ou Pères Ubus.
- Le curateur inamovible, le staroste et le vice-curateur, les provéditeurs et les satrapes du Collège de ’Pataphysique sont de droit grands maîtres de l’ordre de la Grande Gidouille et constituent par leur réunion le Conseil suprême de l’Ordre, que préside le curateur inamovible et en son absence le vice-curateur.